# Plasmathrombinzeit
Die Plasmathrombinzeit (PTZ) oder Thrombinzeit (TZ) misst die Umwandlung von Fibrinogen zu Fibrin nach Zugabe einer Testlösung von Thrombin (Faktor IIa) zu Citratplasma. Diese Untersuchung wird eingesetzt, um einen Fibrinogenmangel zu diagnostizieren, z. B. bei einer Fibrinolysetherapie mit Streptokinase. 
Das Testergebnis (in Sekunden) und der jeweilige Normbereich sind stark von dem verwendeten Thrombin abhängig, wird in Deutschland aber oft zwischen 20 und 38 Sekunden angegeben.
Durch die Zugabe von Thrombin wird isoliert der letzte Schritt („gemeinsame Endstrecke“) der plasmatischen Gerinnungskaskade – die Umwandlung von Fibrinogen in Fibrin – getestet, unabhängig von den vorhergehenden Schritten, die zur Bildung von Thrombin (Faktor IIa) aus Prothrombin (Faktor II) führen.
Die Plasmathrombinzeit sollte nicht mit der sehr ähnlich benannten und abgekürzten Thromboplastinzeit (TPZ, englisch PT – heutzutage praktisch nur noch als Ausgangswert für die Bestimmung von Quick bzw. INR genutzt) verwechselt werden: Bei letzterer wird durch Zusatz von Gewebsthromboplastin der extrinsische Weg der plasmatischen Gerinnung im Ganzen getestet.